# Dune - ørkenplaneten
Dune er en amerikansk science fiction- og fantasyfilm fra 1984 instrueret af David Lynch. Hovedrollerne spilles af Kyle MacLachlan, Sting, Jose Ferrer, Virginia Madsen, Linda Hunt, Patrick Stewart og Max von Sydow. Filmen er baseret på romanen med samme titel, skrevet af Frank Herbert.

## Medvirkende
- Kyle MacLachlan som Paul Atreides
- José Ferrer som Kejser Shaddam IV
- Francesca Annis som Lady Jessica
- Kenneth McMillan som Baron Vladimir Harkonnen
- Jürgen Prochnow som Hertug Leto Atreides
- Sean Young som Chani
- Linda Hunt som Shadout Mapes
- Sting som Feyd-Rautha
- Freddie Jones som Thufir Hawat
- Max von Sydow som Kynes
- Patrick Stewart som Gurney Halleck
- Everett McGill som Stilgar
- Virginia Madsen som Prinsesse Irulan
- Jack Nance som Nefud
- Paul L. Smith som Rabban
- Brad Dourif som Piter de Vries
- Dean Stockwell som Doktor Wellington Yueh
- Silvana Mangano som Ramallo
- Siân Phillips som Gauis Helen Mohiam
- Richard Jordan som Duncan Idaho